# Казачьи Лагери (Ростовская область)
Каза́чьи Ла́гери — посёлок в Октябрьском районе Ростовской области. Входит в состав Персиановского сельского поселения.

## География
Посёлок расположен на берегу реки Грушевка, вдоль автодороги межмуниципального значения «Новочеркасск — Каменоломни», недалеко от остановочного пункта Казачьи Лагери Ростовского региона Северо-Кавказской железной дороги (линия Каменоломни — Ростов-Главный).

## История
С 1880 по 1919 год на месте современного поселка размещался летний лагерь Новочеркасского казачьего юнкерского училища. В лагере было множество построек, в том числе и лагерная церковь, дома начальника и офицеров  училища, бараки юнкеров, конюшни и т.п. Железнодорожняя площадка в этот период называлась "Юнкерская". Рядом с летним лагерем училища находился лагерь Донской артиллерии. Посёлок получил название по названию расположенного вблизи железнодорожного остановочного пункта Казачьи Лагери.
27 октября 1982 года возле посёлка было найдено тело Ольги Куприной (16 лет), убитой 16 августа 1982 года маньяком Чикатило.

## Население
| 2010 |
| ---- |
| 4994 |

## Инфраструктура
В посёлке находятся школа, детский сад, поликлиника, амбулатория, 14 пятиэтажных зданий, несколько частных домов, общежитие, две воинских части, торговая площадь, дом культуры и ещё несколько заведений.
Ранее посёлок был военным городком с ограниченным въездом, где располагалась военная часть. В настоящее время здесь дислоцируется 50-я отдельная бригада оперативного назначения.